# Ceratophyllus gallinae
Ceratophyllus gallinae, được gọi là bọ chét gà ở châu Âu hoặc bọ chét gà châu Âu ở nơi khác, là một loại ký sinh trùng của các loài chim. Loài này đã được mô tả lần đầu tiên bởi nhà thực vật học người Đức và nhà côn trùng học Franz von Paula Schrank năm 1803.

## Mô tả
Ceratophyllus gallinae trưởng thành dài 2-2,5 mm, chiều ngang phẳng và màu nâu. Nó có một đôi mắt đơn, một vòi để hút máu, và 4-6 sợi lông đặc trưng trên xương đùi của chân sau. Các phân đoạn đáy của chân không có gai.

## Vật chủ
Loài bọ chét này có nhiều vật chủ khác nhau, liên hệ với một số loài chim có tổ khô, chủ yếu là xây trong bụi cây và cây cối. Nó thường tấn công gia cầm, và có thể cắn người và động vật có vú khác. Một loài chét chim, Ceratophyllus garei, kết hợp với tổ đất nơi ẩm ướt của vịt, loài chim lội và các loài chim nước khác. Một loài bọ chét chim phổ biến thứ ba khác, được tìm thấy trên nhiều vật chủ, là Dasypsyllus gallinulae, và trái ngược với hai loài kia, gắn bó vào một vật chủ chứ không phải sống gần như chỉ sống trong tổ của nó, và do đó trở thành phân tán rộng rãi. Một loài hơn nữa với nhiều tổ chim borealis Ceratophyllus, được tìm thấy trong các tổ của bộ sẻ và chim biển vách đá làm tổ. C. borealis đã được biết đến hybridise với C. gallinae. 